# Anolis peraccae
Espèce
Synonymes
- Dactyloa peraccae (Boulenger, 1898)
- Anolis irregularis Werner, 1901

Anolis peraccae est une espèce de sauriens de la famille des Dactyloidae.

## Répartition
Cette espèce se rencontre en Équateur et en Colombie.

## Étymologie
Cette espèce est nommée en l'honneur de Mario Giacinto Peracca.

## Publication originale
- Boulenger, 1898 : An account of the reptiles and batrachians collected by Mr. W. F. H. Rosenberg in western Ecuador.  Proceedings of the Zoological Society of London, vol. 1898, no 1, p. 107-126 (texte intégral).